# Kościół św. Jerzego na Wawelu

Położenie kościoła św. Jerzego na planie Wawelu

Kościół św. Jerzego – gotycki kościół wznoszący się od średniowiecza na wzgórzu wawelskim w Krakowie, zburzony w latach 1803–1804. 

## Historia
Data powstania kościoła oraz jego pierwotny wygląd nie są znane. Według Jana Długosza miał zostać zbudowany przez Mieszka I. W 1243 r. miał być inkastelowany przez Konrada mazowieckiego. Odnaleziono relikty romańskiej kamieniarki, co wskazuje, że świątynia ta mogła być murowana. Kościół w XIII w. wzmiankowany jest jako należący do benedyktynów z Tyńca.
W 1346 r. kościół został przebudowany w stylu gotyckim za sprawą Kazimierza Wielkiego. Jan Długosz wspomina, że zastąpiono wówczas świątynią murowaną budowlę drewnianą, możliwe jest więc, że romański murowany kościół uległ wcześniej destrukcji. W 1365 r. otrzymał rangę kolegiaty. Był zbudowany z wapienia pińczowskiego, miał prostokątne prezbiterium, a mury były wzmocnione z zewnątrz przyporami; od południa przylegała do budynku zakrystia.
Z chwilą wkroczenia Austriaków do Krakowa Wawel przeznaczono na cele wojskowe. W 1803 r. zdecydowali oni o zburzeniu świątyni (m.in. wraz z sąsiednim kościołem św. Michała), rok później świątynia została całkowicie wyburzona. Wyposażenie sprzedano na licytacji, jego część trafiła do krakowskiego kościoła św. Norberta. Później na zewnętrznym dziedzińcu zamku wawelskiego, który powstał właśnie przez austriackie wyburzenia, wyeksponowany został zarys fundamentów kościoła św. Jerzego.